# Hoher Nock
Hoher Nock (1 963 m n. m.) je nejvyšší hora Hornorakouského předhůří. Nachází se na území okresu Kirchdorf v rakouské spolkové zemi Horní Rakousy. Leží asi 6 km severně od města Windischgarsten v Národním parku Vápencové Alpy (National Park Kalkalpen).

## Přístup
Na vrchol je možné vystoupit po značených turistických trasách z několika směrů, například od chaty Feichtauhütte (1360 m) či od jihu z údolí Rettenbachu (620 m; střední obtížnost).